# چارسو (لخش)
چارسو  (به خط تاجیکی: Чорсӯ) یک روستا و مرکز اداری جماعت دهات در تاجیکستان است که در ناحیه لخش، جماعت دهات لخش واقع شده‌است.

تا پیش از ماه مارس ۲۰۲۲، نام این  روستا، جییلگن (به خط تاجیکی: Ҷайилган) بوده.